# Борго Сан Ђакомо
Борго Сан Ђакомо (итал. Borgo San Giacomo) је насеље у Италији у округу Бреша, региону Ломбардија.
Према процени из 2011. у насељу је живело 3737 становника. Насеље се налази на надморској висини од 71 м.

## Становништво
| 1931. | 1936. | 1951. | 1961. | 1971. | 1981. | 1991. | 2001. | 2011. |
| ----- | ----- | ----- | ----- | ----- | ----- | ----- | ----- | ----- |
| 5.946 | 6.053 | 6.312 | 5.004 | 4.510 | 4.276 | 4.333 | 4.603 | 5.496 |